# فارس نجيم
فارس نجيم (بالإنجليزية: Fares D. Noujaim)‏ اقتصادي لبناني أمريكي، والمدير الإداري لقسم الاستثمار المصرفي في غوغنهايم سيكيوريتيز منذ سبتمبر 2014، كان نجيم يشغل منصب نائب الرئيس التنفيذي للخدمات المصرفية للشركات والاستثمار العالمي لصناديق الثروة السيادية ورئيس منطقة الشرق الأوسط وشمال أفريقيا في بنك أوف أمريكا ميريل لينش منذ 2008 وحتى 2014، كما كان نائب رئيس مجلس إدارة شركة بير ستيرنز عام 1987، ورئيسًا عالميًا لـ «مجموعة أسواق رأس المال»، وصناديق الثروة السيادية منذ 1992 حتى 1997، كما عمل كمحلل لدى «غولدمان ساكس» من سنة 1985 حتى 1987.

## حياته
ولد فارس سنة 1966، في الكويت لوالدين لبنانيين، ثم انتقلوا إلى بروكلين في الولايات المتحدة حين بلغ من العمر 8 سنوات، واجه في صغره مشاكل عائلية ومالية، ما اضطره للعمل في عمر الـ14 في مختلف المجالات كالميكانيكا ومحطات الغاز ومحلات الخضار، من أجل مواصلة تعليمه حتى حصل على درجة الليسانس في الاقتصاد الكمي من «جامعة بيس».
عمل كمحلل لدى «غولدمان ساكس» في الفترة ما بين عامي 1985 و1987، ثم عمل في «بير ستيرنز»، فشغل منصب نائب رئيس مجلس الإدارة، وعضوًا في اللجنة الاستشارية للرئيس، بعد أن شغل سابقا منصب رئيس اللجنة. وقام نجيم بقيادة الفرق المصرفية التي تعمل في توفير خدمات أسواق رأس المال الاستشارية لعملاء الخدمات المصرفية الاستثمارية الرئيسية المحلية والدولية، بما في ذلك مجموعة واسعة من الشركات العالمية للشركات والحكومات ذات السيادة. وكان رئيس مجموعة أسواق رأس المال للشركة في الفترة بين عامي 1992 و1997.
وفي عام 2008، أعلن «بير ستيرنز» إفلاسه والاستحواذ عليه من قبل «جي بي مورغان تشيس» بسبب أزمة الرهن العقاري وتفاقمها وقد منحته الحكومة الأميركية، حينها انضم نجيم إلى ميريل لينش في يونيو 2008،
وتم تعيينه رئيس منطقة الشرق الأوسط وشمال أفريقيا في بنك أوف أمريكا ميريل لينش، وهو المنصب الذي تم إنشائه خصيصًا له، حيث أقام في دبي لمدة عامين. واستمر في هذا المنصب حتى 2014. كما أصبح عضوًا في الفريق العالمي لقيادة الشركات والخدمات المصرفية الاستثمارية، والرئيس العالمي لصناديق الثروة السيادية، حيث أنه مسؤول عن تقديم خدمات «بنك أميركا» المتكاملة لعملاء الثروة السيادية في كافة قطاعات الأعمال، كما عمل في مجلس الكلية الدولية في بيروت، وكذلك المجلس القومي للتعليم الاقتصادي.
كان لنجيم دور فعال في قيادة الكثير من الصفقات الناجحة لا سيما في قطاعات السيارات والاتصالات السلكية واللاسلكية، حيث قدم النصائح في معاملات اندماج واستحواذ بلغت قيمتها أكثر من 300 مليار دولار، ومن المشورات التي قدمها كانت لـ«طومسون» في عملية الاقتناء ذات الـ17 مليار دولار في «رويترز». كما قام بتسهيل عمليات تمويل يصل مجموعها إلى ما يزيد عن 1 تريليون دولار.
ومنذ سبتمبر 2014 أصبح المدير الإداري لقسم الاستثمار المصرفي في غوغنهايم سيكيوريتيز.

## روابط خارجية
- A Bear Stearns Refugee Gets a New Start at Merrill
- Boom Times Take Root in Dubai
- From Lebanese- American Financiers, Differing Views on the Strife
- Video: BofA's Noujaim Says M&A Outlook for U.S. `Very Strong'
- Video: Noujaim Sees Sovereign Funds as Source of Liquidity
- Guggenheim Securities Hires Veteran Investment Banker Fares Noujaim